# Fondation Solomon-R.-Guggenheim
Pour l’article homonyme, voir Fondation Guggenheim.
La fondation Solomon-R.-Guggenheim est une organisation à but non lucratif créée en 1937 par Solomon R. Guggenheim et l'artiste Hilla Rebay.
Elle est l'une des nombreuses fondations créées par la famille Guggenheim.

## Musées actuels
Ses principales réalisations sont la construction de plusieurs musées à travers le  monde :

### Le musée Solomon-R.-Guggenheim de New York
Le musée Solomon-R.-Guggenheim à New York est installé dans un bâtiment en hélice conçu par l'architecte Frank Lloyd Wright, inauguré en 1959, l'entrée se fait par le haut. Il fut à l'origine créé pour être un lieu d'exposition de l'art d'avant-garde d'artistes modernistes tels que Wassily Kandinsky ou Piet Mondrian.

### Le musée Guggenheim de Bilbao
Le musée Guggenheim Bilbao est installé à Bilbao dans un bâtiment conçu par l'architecte Frank Gehry. Inauguré en 1997, il a rencontré un très grand succès public et constitué le prototype en même temps que la référence d'un nouveau modèle de musée.

### La collection Peggy Guggenheim de Venise
La collection Peggy-Guggenheim est installée à Venise dans le palais Venier dei Leoni, sur le  Grand Canal.

## Projet de quatrième musée

### Émirats arabes unis
La fondation devait inaugurer en 2019 un autre musée Guggenheim à Abou Dabi. Cumulant les retards, l'ouverture du musée est pour l'instant prévue pour 2025. Le bâtiment dessiné par Frank Gehry aura une superficie de 32 000 m² pour un coût de 400 millions de dollars et sera le plus grand de tous.

## Musées fermés

### MuséeDeutsche Guggenheimde Berlin
- Le Deutsche Guggenheim à Berlin ouvert en 1997 en coopération avec la Deutsche Bank a fermé ses portes en 2013 après 15 ans d'existence[2]. Toutefois le bâtiment conserve sa vocation artistique[3].

### Musée Guggenheim de SoHo
Le site new-yorkais de SoHo a été fermé en 2002.

### Musée Guggenheim deLas Vegas
Le musée Guggenheim de Las Vegas a été fermé en 2008 pour raisons financières après seulement 15 mois d'existence.

## Projets abandonnés

### Lituanie
Le 8 avril 2008, la fondation annonce dans un communiqué de presse l'attribution du futur musée Guggenheim Hermitage de Vilnius en Lituanie à l'architecte anglo-irakienne Zaha Hadid. Les autres projets étaient proposés par les architectes Daniel Libeskind et Massimiliano Fuksas. De la part de la capitale lituanienne, cette initiative s'inscrit dans le cadre du titre de « capitale européenne de la culture 2009 » et reçoit également l'appui du Musée de l'Ermitage. L'ouverture du musée au public est toutefois prévue pour 2013. Le gouvernement lituanien a donné son accord officiel au projet en juin 2008.

### Finlande
Le 11 janvier 2012, la fondation Guggenheim annonce la construction d'un Guggenheim Helsinki, en Finlande, pour un coût initial de 140 millions d'euros. Le 01 décembre 2016, la municipalité d'Helsinki a rejeté le projet, notamment en raison de son coût.

## Peter Lewis
Le 19 janvier 2005, le mécène Peter Lewis, président du conseil d'administration, en conflit avec le gestionnaire Thomas Krens, a décidé de quitter ses fonctions et de cesser de financer la fondation. Il a été le plus généreux donateur dans l'histoire de Guggenheim. Il aurait voulu que la fondation se concentre plus sur New York et moins sur sa dispersion dans le monde.

## Thomas Krens
Après une dizaine d'années à la tête de la fondation, Thomas Krens annonce sa démission le 27 février 2008. Son remplaçant est, depuis le 23 septembre 2008, Richard Armstrong, ancien directeur du Carnegie Museum of Art de Pittsburgh.